# Roll Deep (canção)
"Roll Deep" alternativamente intitulada "Cause I'm God Girl" (Hangul: 잘나가서 그래; RR: jalnagaseo geulae) é uma canção gravada pela rapper e cantora sul-coreana Hyuna e lançada como a faixa-título do seu quarto EP, A+ (2015). Possui a participação do rapper sul-coreano Jung Il-hoon do grupo BTOB. Foi lançada em 21 de agosto de 2015.
A canção alcançou o 13º lugar no Gaon Digital Chart e ficou em 3º lugar no chart americano World Digital Songs. Vendeu mais de 358.996 downloads até setembro de 2015.

## MV
Em 20 de agosto, o videoclipe de "Because I'm the Best" foi lançado no canal do 4Minute no YouTube, seguido por uma versão mais antiga com classificação de 19+ do vídeo que foi considerado a "Versão Original" em 6 de setembro.

## Recepção critica
Jeff Benjamin, contribuinte da Billboard, elogiou "Because I'm The Best", dizendo "HyunA faz um rap confiantemente e canta sobre seu swag, fazendo comentários lúdicos sobre como até mesmo as amigas dela estão com ciúmes dela porque, bem, ela é a melhor. Ilhoon [...] aparece para promover mais reclamações enquanto os dois cospem sobre a produção de hip-hop contundente e pesada, com elementos lembrando trabalhos recentes de Mike Will Made-It e DJ Mustard." Benjamin também destacou o estilo e a estética do videoclipe da musica, citando sua "apresentação irônica" como prova da opinião de que "HyunA é facilmente uma das mulheres mais malvadas do K-pop."

## Desempenho nos charts
A faixa-título "Roll Deep" entrou em 32º lugar no Gaon Digital Chart na edição do chart de 22 a 29 de agosto de 2016 com 80.086 downloads vendidos e 803.443 streams com base em seus dois primeiros dias de disponibilidade. Em sua segunda semana, a música chegou a ficar em 13º lugar com 107.723 downloads vendidos e 2.599.263 streams em sua primeira semana completa.A canção ficou por nove semanas consecutivas no Top 100 do chart. A música também estreou em 3º lugar no chart americano World Digital Songs na semana que terminou em 10 de outubro de 2015.
"Roll Deep" ficou em 44º lugar no Gaon Digital Chart para o mês de agosto de 2015 com 204.221 downloads vendidos e 4.136.163 streams. A ficou em 26º lugar no mês de setembro de 2015, com 154.775 downloads vendidos e 7.991.584 streams. A música foi colocada no 100º lugar para o mês de outubro de 2015, apenas pelas suas 3.528.014 streams.

## Prêmios e indicações
| Ano  | Premiação               | Prêmio                        | Resultado |
| ---- | ----------------------- | ----------------------------- | --------- |
| 2015 | Mnet Asian Music Awards | UnionPay Song of the Year     | Indicado  |
| 2015 | Mnet Asian Music Awards | Best Dance Performance - Solo | Venceu    |

## Charts
| Chart (2015)              | Posição |
| ------------------------- | ------- |
| Coreia do Sul (Gaon)      | 13      |
| EUA (World Digital Songs) | 3       |